# Elysius conjunctus
Elysius conjunctus är en fjärilsart som beskrevs av Rothschild 1910. Elysius conjunctus ingår i släktet Elysius och familjen björnspinnare. Inga underarter finns listade i Catalogue of Life.